# ابن لقمان
ابوالعبّاس، ابراهیم بن لقمان اِسعِردی شهرت‌یافته به ابن لقمان و لقب‌گرفته به فخرالدین (۱۲۱۵–۱۲۹۴م) وزیر، کاتب و شاعر مصری عراقی‌اصل در سدهٔ هفتم هجری/سیزدهم میلادی بود. نزد بهاء زهیر شاگردی نمود و خاستگاهش اسعرد بوده‌است. دیوان انشای ایوبیان را بر عهده گرفت و رئیس توقیع‌نگاران بود. دو بار به وزارت رسید. ابن لقمان همان وزیری است که لوئی نهم در خانه‌اش در سال ۶۴۸ق زندانی شد. خانهٔ ابن لقمان در استان دقهلیه برجاست.